# GeoFS
Ne pas confondre avec le simulateur de vol de Google Earth.
GeoFS est un simulateur de vol multiplateforme français s'appuyant sur CesiumJS, un globe virtuel WebGL open source. Le simulateur propose une large variété d'aéronefs et utilise des images satellite ou aériennes pour l'environnement. Il est accessible avec un navigateur web et ne nécessite aucune installation, il est adapté pour les ordinateurs de faible performance. Il permet donc une approche aisée du pilotage d'un aéronef. Le simulateur est également multijoueur, possède un système de météo en temps réel, de trafic ADS-B, de radionavigation, de plan de vol, et bien plus.

## Histoire
GeoFS a été conçu en 2010, originellement à partir du plugin web de Google Earth, sous le nom de GEFS-Online. Après l'annulation du plugin Google Earth en 2015, GeoFS a migré vers CesiumJS. En 2018, une application mobile est mise à disposition sur Android et iOS.

## Plateformes

### Web
Le concept principal de GeoFS est son accessibilité. En effet il suffit simplement d'entrer sur le site web avec un navigateur afin de pouvoir utiliser le simulateur. Il est également possible de se connecter avec un compte Google ou Facebook afin de pouvoir choisir un nom d'utilisateur spécifique, ce qui est utile en multijoueur.

### Mobiles
GeoFS est disponible depuis 2018 sur 2 applications mobiles :
- GeoFS

La version payante de GeoFS, propose 11 avions et, pour carte, la bibliothèque d'images aériennes de Microsoft Bing. Cette version propose, comme sur le site, l'option multijoueur.
- GeoFS Lite

La version gratuite du simulateur est simplifiée, et ne propose que 3 avions (un Alphajet de la patrouille de France, un Cessna 172 et un Boeing 737-800 de KLM). La carte est moins précise et limitée à la zone géographique de la Corse, ce sont des images satellites avec une précision de 10 mètres par pixel. Cette version peut être jouée sans connexion à Internet, et ne contient pas l'option multijoueur.

## Environnement et fonctionnalités

### Carte
GeoFS permet de voler n'importe où dans le monde grâce à une reconstitution complète du globe terrestre (avec relief) avec des images satellites.
Il existe actuellement 3 niveaux de résolution d'images satellites :
- Standard (SD)

Les images satellites standard possèdent une résolution de 10 mètres par pixel, issues de Sentinel-2. Le rendu n'est donc pas très net, les pistes d'aéroports sont générées automatiquement par dessus la surface.
- Super Resolution (SR)

Ce sont des images satellites améliorées par IA (basées sur les images de Sentinel-2) avec une résolution d'1 mètre par pixel, disponibles depuis 2024. C'est la résolution recommandée pour jouer au simulateur.
- High Definition (HD)

Il s'agit d'un abonnement payant permettant la résolution la plus précise possible sur le simulateur, issue des images aériennes de Microsoft Bing.
Depuis la version 3.5 publiée fin 2022, il existe une option afin de faire apparaitre des arbres et des bâtiments en 3D. Le système utilisé est celui d'OpenStreetMap.

### Météo
Dans GeoFS, l'utilisateur à le choix d'utiliser la météo en temps réel ou la météo manuelle. La météo en temps réel s'actualise régulièrement avec les données des stations météorologiques des aéroports. Avec la météo manuelle, l'utilisateur peut déplacer un curseur allant de 0 à 100 pour déterminer la qualité météorologique de la simulation. Plus le nombre est élevé, plus il y aura de nuages et de vent, si ce n'est de pluie. À noter que la météo manuelle n'aura pas d'influence sur celle des autres utilisateurs.

### Heure
Si la météo est sélectionnée en automatique, l'heure en temps réel de la région sera sélectionnée, sinon il est possible de l'ajuster manuellement. Le soleil modifiera sa position en conséquence et, si la simulation commence à devenir sombre, les pistes des aéroports seront délimitées par des éclairages, ainsi que des éclairages d'approche sur le seuil de piste.

### Aspect multijoueur
Sur le site ou sur la version payante de l'application, il est possible de voler en même temps que d'autres utilisateurs en activant l'option multijoueur. À noter que les aéronefs ne peuvent se heurter entre eux. Un tchat est mis à disposition des utilisateurs connectés. La carte de navigation permet d'afficher leur localisation ; en cliquant sur un utilisateur, il est possible de le rejoindre en vol.

### Navigation
GeoFS intègre un système de radionavigation depuis la version 3.3, avec des VOR, des NDB, des approches ILS, etc. Les équipements de radionavigation changent selon le type d'aéronef. Il existe aussi un système de plan de vol, celui-ci peut-être soit crée dans GeoFS, soit importé depuis SimBrief (Navigraph).

### Liste d'aéronefs disponibles
Aéronefs officiels:
- Wingsuit
- Citroën 2CV
- Goat Airchair
- Hughs 269a/TH-55 Osage
- Major Tom (hot air balloon)
- Paraglider
- szd-48-3 Jantar
- Evekoptar Sportstar
- Potez 25
- Dassaut Rafale
- Beechcraft Baron B55
- Boeing F/A-18F Super Hornet
- Antonov An-140
- Boeing 777-300ER
- Airbus A350
- Piper PA-28 161 Warrior II Aeromobility
- Cessna 152
- Zlin Z-50
- Concorde
- Sukhoi Su-35
- Douglas DC-3
- Lockheed P-38 Lightning F-5B
- Colomban MC-15 Cri-Cri
- de Havilland Canada DHC-2 Beaver
- Pilatus PC-7 Mk-1
- Alisport Silent 2 Electro
- Airbus A380
- Eurocopter EC-135
- Pitts Special S1
- F-16 Fighting Falcon
- de Havilland DHC6 Twin Otter
- Embraer Phenom 100
- Boeing 737-700
- AlphaJet PAF
- Cessna 172
- Piper Cub

Aéronefs réalisés par la communauté :
- Zenith Stol CH701 (by coolpilot11)
- Windward Performance Perlan II (by JAaMDG)
- Vans RV6 (by coolpilot11)
- UTVA75 (by GT-VRA)
- Supermarine Spitfire Mk XIV (by Eco[LAC])
- Spirit of St louis (by Echo_3)
- Space Shuttle Atlantis (OV-104) (by JAaMDG)
- Sonex-B Kit (Jabiru 3300) (by TurboMaximus)
- Sikorsky S-97 Raider (by JAaMDG)
- Scaled 348 "WhiteKnightTwo" (by JAaMDG)
- Scaled 339 "SpaceShipTwo" (by JAaMDG)
- SAAB 340 (by Spice_9)
- Robinson R22 (by (CCDev)DevHunter77)
- Robinson R-44 (by (CCDev)DevHunter77)
- Piper PA-28 Floatplane (by coolpilot11)
- Piper PA-28 Floatplane (by coolpilot11)
- Pilatus PC12 (by GT-VRA)
- Northrop YF-23 (by MirageModels)
- Northrop Grumman B-2 Spirit (by NS-Studios)
- MQ9B Reaper (by Aero281)
- Lockheed SR-71A Blackbird (by BritishPilot[GeoAD])
- Lockheed Martin P-791 (LMH-1) (by JAaMDG)
- Grumman JF2-5 Duck (by Echo_3)
- Grumman E-2C Hawkeye (by ElonMusk(VrA)(LAC))
- Goodyear Blimp (by BritishPilot[GeoAD])
- Falcon 9 (by Echo_3)
- F-22 Raptor (by SpaceRage)
- F-15C Eagle (by AriakimTaiyo)
- F-14B Tomcat  (by Eco[LAC])
- F-35B Lightning ( by JAaMDG )
- Embraer ERJ145LR (by Spice 9) & (by GT-VRA)
- Embraer ERJ-195AR (by Featherway)
- Embraer ERJ-170 (by AriakimTaiyo)
- Embraer EMB120 Brasillia  (by GT-VRA)
- Embraer E195-E2 (by GT-VRA)
- Embraer E190 (by GX Development)
- Dornier 228-200 (by Spice_9)
- Dassaut Mirage F1 (by MirageModels)
- Dassault Mirage 2000-5 (by ElonMusk(VrA)(LAC))
- CRJ-900 (by King  Solomon)
- Cirrus Vision Jet/SF50 G2 (by Eco[LAC])
- Cirrus SR22 GTS Turbo (by LRX)
- Chance Vought F4U-1D Corsair (by JAaMDG)
- Caproni Stipa (by Echo_3)
- Cameron R-650 Rozière Balloon (by JAaMDG)
- Britten-Norman BN-2 Islander (by coolpilot11)
- Bombardier Learjet 45 XR (by Spice_9)
- Bombardier Dash 8 Q400 (by LRX)
- Bombardier CRJ-700 (by AriakimTaiyo)
- Bombardier CRJ 200 (by Aero281)
- Boeing p8I Neptune (by Spice_9)
- Boeing 787-9[Spice9] (by Spice_9)
- Boeing 787-9 Dreamliner (by LRX)
- Boeing 787-8 (by GX Development)
- Boeing 787-10 Dreamliner (by Spice_9)
- Boeing 777-300ER (by LRX)
- Boeing 777 Freighter (by LRX)
- Boeing 767-400 (by GT-VRA)
- Boeing 767-300ER (by GX Development)
- Boeing 757-300wl (by GT-VRA)
- Boeing 757-300 (by GT-VRA)
- Boeing 757-200 (by GX Development)
- Boeing 747-100 SCA (by Jeffa530, JAaMDG & AriakimTaiyo)
- Boeing 747-8i (by JAaMDG)
- Boeing 747-8 Freighter (by LRX)
- Boeing 737-800 [Spice9] (by Spice_9)
- Boeing 737-800 (by King  Solomon)
- Boeing 737-200 (by AriakimTaiyo)
- Boeing 737-600 (by Luca B & Spice_9)
- Boeing 737 Max 8 (by Spice_9)
- Bell UH-1H Iroquois (by ElonMusk(VrA)(LAC))
- BAe 146-300/Avro RJ100 (by Eco[LAC])
- ATR 72-600 (by JAaMDG)
- Antonov An-225 Mriya (by NS-Studios)
- Airbus A350-900 (by GX Development)
- Airbus A350-1000 XWB (by NS-Studios)
- Airbus A340-600 (by LRX)
- Airbus a340-300 (by Aero281)
- Airbus A330-900neo (Virgin Atlantic) (by GT-VRA)
- Airbus A330-300 (by LRX)
- Airbus a330-200 (by Aero281)
- Airbus a321neo (spice9) (by Spice_9)
- Airbus A321neo (by LRX)
- Airbus a321-211  (by Spice_9)
- Airbus a320neo (by Spice_9)
- airbus a320-214 (by Spice_9)
- Airbus A319 (United) (by GT-VRA)
- Airbus a318-112 (by Luca  & Spice_9)
- Airbus A220-300 (Swiss) (by GT-VRA)
- AgustaWestland AW609 (by JAaMDG)
- A-10C Thunderbolt II (by Eco[LAC])
- (TBSG, GeoAD) North American X-15 (by Johani_(NeoAD))
- (JAaMDG) North American XB-70 Valkyrie (by Johani_(NeoAD))